# Christopher Coppola
Christopher R. Coppola nascut el 25 de gener de 1962) és un director de cinema i productor nord-americà.

## Primers de la vida
Coppola va néixer al Comtat de Los Angeles, Califòrnia. El seu pare, el difunt August Coppola, era un professor de literatura, mentre que la seva mare, Joy Vogelsang, era ballarina i coreògrafa. Coppola va estudiar composició musical a la University of Redlands de 1979 a 1980; també va assistir al San Francisco Art Institute, on va obtenir una llicenciatura en estudis de cinema/cinema/vídeo el 1985.

## Carrera
Coppola va començar a fer cinema a una edat primerenca i ha dirigit vuit llargmetratges i diversos programes de televisió. Va estrenar el seu llargmetratge Creature of the Sunnyside Up Trailer Park al Festival Internacional de Cinema de Toronto de 2003. El seu programa de televisió Biker Chef es va estrenar al Festival de Cinema d'Oldenburg de 2004 a Alemanya.
Coppola és el president de Christopher R. Coppola Productions (CRC Productions). El 2006, Coppola va llançar el festival de cinema digital PAH-FEST (Project Accessible Hollywood) a Nou Mèxic. A més de Nou Mèxic, Coppola ha fet PAH-FEST als EUA, així com Alemanya i Eslovènia. CRC Productions de Coppola també està desenvolupant i produint contingut per a la distribució alternativa i plataformes interactives.
L'abril de 2013, Coppola va ser nomenat pel governador Jerry Brown per servir al Consell de les Arts de Califòrnia.

## Vida personal
A través del seu pare, Coppola és el nebot de Francis Ford Coppola i Talia Shire, així com el cosí de Sofia Coppola, Robert Schwartzman i Jason Schwartzman. Els dos germans de Coppola són Nicolas Cage i Marc Coppola.

## Filmografia

### Director
- Dracula's Widow (1988)
- Caiguda mortal (1993)
- Gunfight at Red Dog Corral (1993)
- Clockmaker (1998)
- La balada d'un pistoler (1999)
- Palmer's Pick Up (1999)
- Bel Air (2000)
- G-Men from Hell (2000)
- The Creature of the Sunny Side Up Trailer Park (2004)
- From Darkness to Light (2011)
- Sacred Blood (2015)
- Universe at Play (2017) (video game)
- Torch (2017)
- Paradise Found (TBA)

### Productor
- Caiguda mortal (1993) (co-productor)
- The Creature of the Sunny Side Up Trailer Park (2004)